# 제10회 홍콩 영화 금상장
제10회 홍콩 영화 금상장은 1991년 4월 21일에 열린 시상식이다.

## 수상 및 후보

### 작품상
- 아비정전 - 왕가위 수상
- 객도추한 - 허안화
- 진용 - 정소동
- 애재별향적계절 - 나탁요
- 홍진 - 엄호

### 감독상
- 아비정전 - 왕가위 수상
- 첩혈가두 - 오우삼
- 객도추한 - 허안화
- 애재별향적계절 - 나탁요
- 홍진 - 엄호

### 각본상
- 묘가황후 - 진문장 수상
- 홍진 - 삼모 외
- 애재별향적계절 - 방령정
- 아비정전 - 왕가위
- 객도추한 - 오념진

### 남우주연상
- 아비정전 - 장국영 수상
- 도성 - 주성치
- 신반근팔량 - 허관문
- 애재별향적계절 - 양가휘
- 첩혈가두 - 장학우

### 여우주연상
- 북경 예스 마담 - 정유령 수상
- 묘가황후 - 실비아 창
- 애재별향적계절 - 장만옥
- 진용 - 공리
- 아비정전 - 류자링

### 남우조연상
- 천장지구 - 오맹달 수상
- 도성 - 오맹달
- 천녀유혼 2 - 인간도 - 장학우
- 소오강호 - 장학우
- 천도방자 - 이동승
- 소오강호 - 유순

### 여우조연상
- 묘가황후 - 정유령 수상
- 애재별향적계절 - Hyley Man
- 홍진 - 장만옥
- 변호지존 - 정유령
- 아비정전 - 반적화

### 신인상
- 묘가황후 - 유옥취 수상
- 애재별향적계절 - Hayley Man
- 천장지구 - 오천련

### 촬영상
- 아비정전 - 크리스토퍼 도일 수상
- 애재별향적계절 - 마초성
- 천도방자 - 마초성
- 첩혈가두 - 임국화
- 진용 - 포덕희
- 홍진 - 반항생

### 편집상
- 첩혈가두 - 오우삼 수상
- 아비정전 - 담가명
- 소오강호 - 호대위 외
- 천녀유혼 2 - 인간도 - 맥자선
- 진용 - 맥자선

### 미술상
- 아비정전 - 장숙평 수상
- 홍진 - 추장근
- 천도방자 - 막균걸
- 소오강호 - 양화생

### 무술감독상
- 소오강호 - 정소동 수상
- 진용 - 정소동
- 천녀유혼 2 - 인간도 - 정소동
- 루안살성 - 원덕

### 영화음악상
- 진용 - 고가휘 외 수상
- 홍진 - 사힐영
- 애재별향적계절 - Sing Tak Sam
- 소오강호 - 황점 외
- 묘가황후 - 유이달
- 천장지구 - Fabio Carli 외

### 주제가상
- 소오강호
- 홍진
- 진용
- 천장지구